# Carlos Velloso Filho
Carlos Mário da Silva Velloso Filho (Belo Horizonte, 29 de março de 1963) é um jurista e advogado brasileiro. Foi ministro do Tribunal Superior Eleitoral de 2019 a 2022. 
É filho do ministro aposentado do Supremo Tribunal Federal Carlos Velloso e da professora Maria Ângela Penna Velloso. 

## Biografia
Velloso Filho é graduado em direito pela Universidade de Brasília (1985) e integra a carreira da advocacia pública, no cargo de procurador do Distrito Federal, desde 1988. Foi vice-presidente da Ordem dos Advogados do Brasil- Seção do Distrito Federal (triênio 2001/2003). Na OAB, exerceu, ainda, os cargos de conselheiro seccional (biênios 91/93 e 93/95), conselheiro federal (triênio 95/97); secretário-geral da OAB/DF (triênio 98/2000) e presidente da Comissão de Prerrogativas da OAB/DF (triênio 2001/2003). Foi presidente do Instituto dos Advogados do Distrito Federal - IADF (triênio 2011/2014) e da seccional do Distrito Federal do Centro de Estudos das Sociedades de Advogados – CESA (triênio 2015/2018) e vice-presidente da Sociedade Brasileira de Direito Público – SBDP (1993/1994). Atualmente, é membro da Diretoria Nacional do Centro de Estudos das Sociedades de Advogados (CESA), do Conselho Superior do Instituto dos Advogados Brasileiros (IAB) e do Conselho Curador do Instituto Victor Nunes Leal (IVNL).

### Tribunal Superior Eleitoral
Em 2019, foi indicado em lista tríplice pelo Supremo Tribunal Federal e nomeado pelo presidente Jair Bolsonaro para o cargo de ministro substituto do Tribunal Superior Eleitoral, em vaga destinada a juristas, após a indicação de Sérgio Banhos para ministro efetivo da corte eleitoral. Tomou posse em 1 de agosto de 2019 e foi reconduzido para mais um biênio em 2 de agosto de 2021.
Em 18 de março de 2022, renunciou ao cargo por motivos de saúde. Posteriormente, foi sucedido pelo advogado André Ramos Tavares.

## Premiações
Foi agraciado com as seguintes comendas: Colar da Ordem do Mérito Advocatício, outorgada pela OAB/PA (1996); Ordem do Mérito de Dom Bosco, outorgada pelo Tribunal Regional do Trabalho da 10ª Região, com sede no Distrito Federal (1999); Ordem do Mérito Judiciário do Distrito Federal e Territórios (2002), outorgada pelo Tribunal de Justiça do Distrito Federal e Territórios; Ordem do Mérito do Ministério Público do Distrito Federal e Territórios (2003); Ordem do Mérito Eleitoral do Distrito Federal, outorgada pelo Tribunal Regional Eleitoral do Distrito Federal (2004); Medalha Miranda Lima, outorgada pela Ordem dos Advogados do Brasil – Seção do Distrito Federal (2011); Medalha Ministro Célio Silva, outorgada pelo Colégio Permanente de Juristas da Justiça Eleitoral Brasileira – COPEJE (2019) e Medalha Mérito da Procuradoria-Geral do Distrito Federal (2019).